# Olympische Geschichte der Vereinigten Arabischen Emirate
| Gelbes Symbol für Goldmedaillen mit stilisierten Olympischen Ringen | Graues Symbol für Silbermedaillen mit stilisierten Olympischen Ringen | Braundes Symbol für Bronzemedaillen mit stilisierten Olympischen Ringen |
| ------------------------------------------------------------------- | --------------------------------------------------------------------- | ----------------------------------------------------------------------- |
| 1                                                                   | —                                                                     | 1                                                                       |

Das NOK der Vereinigten Arabischen Emirate, die al-Ladschna al-ulimbiyya al-wataniyya bi-Daulat al-Imarat al-ʿarabiyya al-muttahida, wurde 1979 gegründet und ein Jahr später vom IOC anerkannt. Seit 1984 nehmen Sportler des Staates an allen Olympischen Sommerspielen teil. Auf Teilnahmen an Winterspielen wurde bislang verzichtet. Jugendliche Athleten nahmen an beiden bislang ausgetragenen Jugend-Sommerspielen teil.

## Übersicht

### Sommerspiele

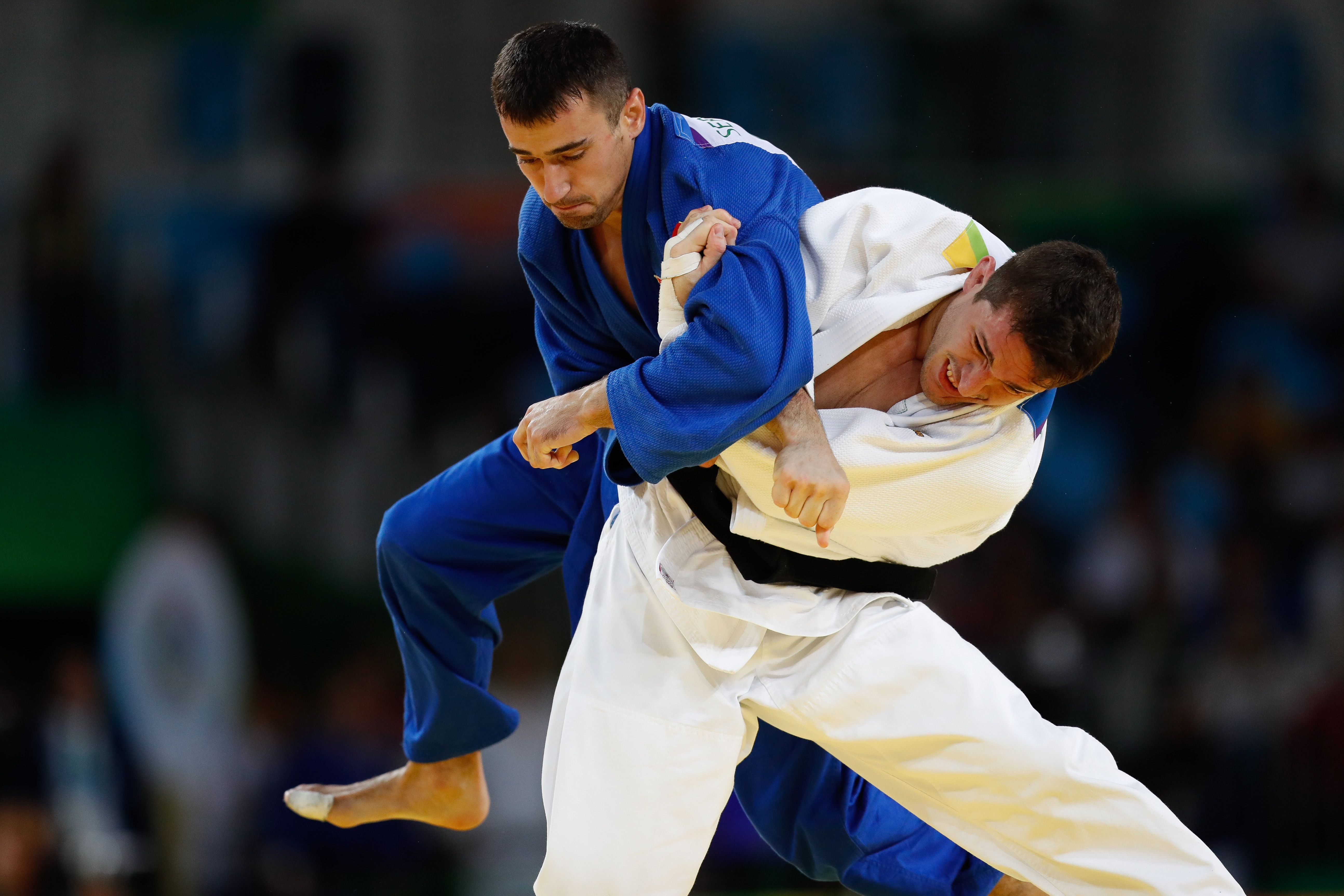
Sergiu Toma (in blau) in seinem Drittrundenkampf gegen den Brasilianer Victor Penalber beim Judoturnier 2016

Die erste Olympiamannschaft des Landes bestand 1984 in Los Angeles aus Leichtathleten. Erste Olympioniken der Emirate waren am 3. August 1984 der Sprinter Mohamed Abdullah, der Mittelstreckenläufer Ibrahim Aziz und der Hürdenläufer Ibrahim Khamis. Die erste Frau, die die Emirate bei Olympischen Spielen vertrat, war am 15. August 2008 die Springreiterin Latifa Al Maktum.
Neben der Leichtathletik waren die Vereinigten Arabischen Emirate in der Folgezeit auch in den Sportarten Schwimmen und Radsport (ab 1988), Schießen (ab 1996), Judo, Reiten und Segeln (ab 2008) sowie im Gewichtheben und Fußball (ab 2012) vertreten.
2004 konnte ein Erfolg verzeichnet werden. Der Sportschütze Ahmed Al Maktum, Familienmitglied des Königshauses von Dubai, gewann den Doppeltrap-Wettbewerb und wurde damit der erste Medaillengewinner und Olympiasieger der Emirate. Im Trapschießen belegte er zudem Platz 4. 2008 wurde er im Doppeltrap noch einmal Siebter. 2016 gewann Sergiu Toma Bronze im Halbmittelgewicht. Toma war 2008 und 2012 für sein Geburtsland Moldawien an den Start gegangen.

### Jugendspiele
Vier Jugendliche, drei Jungen und ein Mädchen, nahmen bei den ersten Olympischen Jugend-Sommerspielen 2010 in Singapur teil. Sie traten in den Sportarten Reiten, Schießen, Segeln und Taekwondo an. Am erfolgreichsten schnitt der Springreiter Ali Abdullah Al-Qassimi auf seinem Pferd Pearl Monarch ab, der mit der gemischten Mannschaft Asia Platz 4 erreichte.
Bei den Olympischen Jugend-Sommerspielen 2014 in Nanjing nahmen wieder vier Jugendliche teil, diesmal zwei Jungen und zwei Mädchen. Sie traten in der Leichtathletik, im Segeln, Schießen und Schwimmen an, blieben jedoch erfolglos. Bei den Spielen 2018 konnten die Emirate erstmals eine Medaille gewinnen. Der Springreiter Omar Almarzooqi gewann im Springreiten die Silbermedaille. 2024 werden die Vereinigen Arabischen Emirate erstmals an den Olympischen Jugend-Winterspielen teilnehmen.

## Übersicht der Teilnehmer

### Sommerspiele
| Jahr      | Athleten           | Athleten           | Athleten           | Flaggenträger                           | Sportarten         | Sportarten         | Sportarten         | Sportarten         | Sportarten         | Sportarten         | Sportarten         | Sportarten         | Sportarten         | Medaillen          | Medaillen          | Medaillen          | Medaillen          | Medaillen          |
| Jahr      | Gesamt             |                    |                    | Flaggenträger                           | Leichtathletik     | Schwimmen          | Radsport           | Schießen           | Judo               | Reiten             | Segeln             | Gewichtheben       | Fußball            |                    |                    |                    | Gesamt             | Rang               |
| --------- | ------------------ | ------------------ | ------------------ | --------------------------------------- | ------------------ | ------------------ | ------------------ | ------------------ | ------------------ | ------------------ | ------------------ | ------------------ | ------------------ | ------------------ | ------------------ | ------------------ | ------------------ | ------------------ |
| 1896–1948 | nicht teilgenommen | nicht teilgenommen | nicht teilgenommen | nicht teilgenommen                      | nicht teilgenommen | nicht teilgenommen | nicht teilgenommen | nicht teilgenommen | nicht teilgenommen | nicht teilgenommen | nicht teilgenommen | nicht teilgenommen | nicht teilgenommen | nicht teilgenommen | nicht teilgenommen | nicht teilgenommen | nicht teilgenommen | nicht teilgenommen |
| 1984      | 7                  | 7                  | 0                  | Mubarak Ismail Amber                    | 7                  |                    |                    |                    |                    |                    |                    |                    |                    |                    |                    |                    |                    |                    |
| 1988      | 12                 | 12                 | 0                  | Sultan Khalifa                          |                    | 6                  | 6                  |                    |                    |                    |                    |                    |                    |                    |                    |                    |                    |                    |
| 1992      | 13                 | 13                 | 0                  | Mohamed Al-Tunaiji                      | 4                  | 5                  | 4                  |                    |                    |                    |                    |                    |                    |                    |                    |                    |                    |                    |
| 1996      | 4                  | 4                  | 0                  | Nabil Abdul Tahlak                      | 1                  | 1                  | 1                  | 1                  |                    |                    |                    |                    |                    |                    |                    |                    |                    |                    |
| 2000      | 4                  | 4                  | 0                  | Saeed bin Maktoum bin Rashid Al Maktoum | 1                  | 1                  |                    | 2                  |                    |                    |                    |                    |                    |                    |                    |                    |                    |                    |
| 2004      | 4                  | 4                  | 0                  | Saeed bin Maktoum bin Rashid Al Maktoum | 1                  | 1                  |                    | 2                  |                    |                    |                    |                    |                    | 1                  |                    |                    | 1                  | 54                 |
| 2008      | 8                  | 6                  | 2                  | Maitha Al Maktum                        | 1                  | 1                  |                    | 2                  | 1                  | 1                  | 1                  |                    |                    |                    |                    |                    |                    |                    |
| 2012      | 26                 | 24                 | 2                  | Saeed bin Maktoum bin Rashid Al Maktoum | 2                  | 1                  |                    | 3                  | 1                  |                    |                    | 1                  | 18                 |                    |                    |                    |                    |                    |
| 2016      | 12                 | 9                  | 3                  | Nada Al Bedwawi                         | 2                  | 2                  | 1                  | 3                  | 3                  |                    |                    | 1                  |                    |                    |                    | 1                  | 1                  | 78                 |
| Gesamt    | Gesamt             | Gesamt             | Gesamt             | Gesamt                                  | Gesamt             | Gesamt             | Gesamt             | Gesamt             | Gesamt             | Gesamt             | Gesamt             | Gesamt             | Gesamt             | 1                  | 0                  | 1                  | 2                  | 94                 |

### Winterspiele
| Jahr      | Athleten           | Athleten           | Athleten           | Flaggenträger      | Sportarten         | Medaillen          | Medaillen          | Medaillen          | Medaillen          | Medaillen          |
| Jahr      | Gesamt             |                    |                    | Flaggenträger      | Sportarten         |                    |                    |                    | Gesamt             | Rang               |
| --------- | ------------------ | ------------------ | ------------------ | ------------------ | ------------------ | ------------------ | ------------------ | ------------------ | ------------------ | ------------------ |
| 1924–2018 | nicht teilgenommen | nicht teilgenommen | nicht teilgenommen | nicht teilgenommen | nicht teilgenommen | nicht teilgenommen | nicht teilgenommen | nicht teilgenommen | nicht teilgenommen | nicht teilgenommen |
| Gesamt    | Gesamt             | Gesamt             | Gesamt             | Gesamt             | Gesamt             | 0                  | 0                  | 0                  | 0                  | -                  |

### Jugend-Sommerspiele
| Jahr   | Athleten | Athleten | Athleten | Flaggenträger | Sportarten     | Sportarten | Sportarten | Sportarten | Sportarten | Sportarten | Sportarten | Sportarten | Sportarten   | Medaillen | Medaillen | Medaillen | Medaillen | Medaillen |
| Jahr   | Gesamt   |          |          | Flaggenträger | Leichtathletik |            | Schwimmen  | Schießen   |            | Reiten     | Segeln     |            | Gewichtheben |           |           |           | Gesamt    | Rang      |
| ------ | -------- | -------- | -------- | ------------- | -------------- | ---------- | ---------- | ---------- | ---------- | ---------- | ---------- | ---------- | ------------ | --------- | --------- | --------- | --------- | --------- |
| 2010   | 4        | 3        | 1        |               | 1              | 1          |            | 1          |            | 1          |            |            |              |           |           |           |           |           |
| 2014   | 4        | 2        | 2        |               | 1              |            | 1          | 1          |            |            | 1          |            |              |           |           |           |           |           |
| 2018   | 7        | 3        | 4        |               |                |            |            | 1          | 1          | 1          |            | 2          | 2            |           | 1         |           | 1         | 79        |
| Gesamt | Gesamt   | Gesamt   | Gesamt   | Gesamt        | Gesamt         | Gesamt     | Gesamt     | Gesamt     | Gesamt     | Gesamt     | Gesamt     | Gesamt     | Gesamt       | 0         | 1         | 0         | 1         | 100       |

### Jugend-Winterspiele
| Jahr      | Athleten           | Athleten           | Athleten           | Flaggenträger      | Sportarten         | Sportarten         | Sportarten         | Medaillen          | Medaillen          | Medaillen          | Medaillen          | Medaillen          |
| Jahr      | Gesamt             |                    |                    | Flaggenträger      |                    |                    |                    |                    |                    |                    | Gesamt             | Rang               |
| --------- | ------------------ | ------------------ | ------------------ | ------------------ | ------------------ | ------------------ | ------------------ | ------------------ | ------------------ | ------------------ | ------------------ | ------------------ |
| 2012–2020 | nicht teilgenommen | nicht teilgenommen | nicht teilgenommen | nicht teilgenommen | nicht teilgenommen | nicht teilgenommen | nicht teilgenommen | nicht teilgenommen | nicht teilgenommen | nicht teilgenommen | nicht teilgenommen | nicht teilgenommen |
| 2024      | 3                  |                    |                    |                    |                    |                    |                    |                    |                    |                    |                    |                    |

## Liste der Medaillengewinner

### Goldmedaillen
| Name            | Spiele     | Sportart | Disziplin  | Anmerkung |
| --------------- | ---------- | -------- | ---------- | --------- |
| Ahmed Al Maktum | 2004 Athen | Schießen | Doppeltrap |           |

### Silbermedaillen
Bislang (Stand 2018) keine Silbermedaillen

### Bronzemedaillen
| Name        | Spiele              | Sportart | Disziplin         | Anmerkung |
| ----------- | ------------------- | -------- | ----------------- | --------- |
| Sergiu Toma | 2016 Rio de Janeiro | Judo     | Halbmittelgewicht |           |

## Medaillen nach Sportart
| Sportart | Gold | Silber | Bronze | Gesamt |
| Schießen | 1    | 0      | 0      | 1      |
| Judo     | 0    | 0      | 1      | 1      |
| Gesamt   | 1    | 0      | 1      | 2      |